# Carter Jones
Carter Jones (* 27. Februar 1989 in Maplewood) ist ein ehemaliger US-amerikanischer Radrennfahrer.

## Karriere
Carter Jones fuhr 2010 für Jelly Belly-Kenda. In dem Jahr wurde er Zweiter der nationalen Meisterschaft im Einzelzeitfahren der U23 und Vierter der Elite bei den nationalen Titelkämpfen im Straßenrennen.
2011 ging er zu Trek-Livestrong. Bei der Tour de la Guadeloupe 2011 errang er den Sieg in der Nachwuchswertung und wurde insgesamt Dritter in der Gesamtwertung. 2012 gewann er eine Etappe der Tour of Southland und die Nachwuchswertung bei der Cascade Cycling Classic.
Bei der Kalifornien-Rundfahrt 2013 siegte Jones in der Bergwertung. Im Jahr darauf wechselte er zu Optum-Kelly Benefit Strategies und gewann die Tour of the Gila. 2015 unterschrieb er beim UCI WorldTeam Team Giant-Alpecin.
Im Juli 2016 beendete Jones seine Laufbahn als Radsportler.

## Erfolge
2011
- Nachwuchswertung Tour de la Guadeloupe

2012
- eine Etappe Tour of Southland
- Nachwuchswertung Cascade Cycling Classic

2013
- Bergwertung Kalifornien-Rundfahrt

2014
- Gesamtwertung Tour of the Gila

## Teams
- 2010 Jelly Belly-Kenda
- 2011–2013 Trek Livestrong U23 / Bontrager Livestrong Team / Bontrager Cycling Team
- 2014 Optum-Kelly Benefit Strategies
- 2015–06/2017 Team Giant-Alpecin